# 류영경
류영경(柳永慶, 1550년 ~ 1608년)은 조선의 문신이며 소북(小北)의 영수였다. 선조 말년에 인목왕후가 낳은 적자 영창대군을 세자로 옹립하려 하였으나 광해군 즉위하자 대북 일파의 탄핵을 받고 죽었다. 자는 선여(善餘), 호는 춘호(春湖), 본관은 전주(全州)이다.

## 생애
1572년 문과에 급제하여 정언 등의 청요직을 역임하고 사간을 거쳐 초유어사로써 의병을 모집하였으며 이어 황해도순찰사로써 해주에서 관군 4500명과 함께 왜적들 60여급을 베었다. 그 공으로 행재소에서 호조참의에 올랐다. 이어 동부승지를 거쳐서 황해도관찰사가 되었으며 동지중추부사로 승진하였으나 정유재란 때 가족을 먼저 피란시켰다는 이유로 파직되었다. 다시 대사간과 형조참판, 병조참판으로 서용되어 대사헌으로 승진하였으며 소북파에 가담하여 파직되었다. 병조판서를 지내고 1602년, 이조판서, 예조판서, 형조판서로 서용되고 이어 우의정에 올랐다. 좌의정을 거쳐 영의정에 올랐으나 선조의 중전이었던 인목왕후가 낳은 영창대군을 총애한 선조의 뜻을 함께하여 영창대군을 지지했다.
1608년선조가 죽기 전에 영창대군을 부탁한 유교칠신(遺敎七臣)의 한 사람이었다. 선조의 죽은후 광해군의 즉위와 함께 집권한 대북파의 모함과 대북파로 당파를 바꾼 소북파에 의해 사사되었다. 유생의 명단인 청금록(靑衿錄)에서 이름이 삭제되기도 하였다. 1623년 인조반정 이후 복권되었다.

## 가족 관계
- 할아버지 : 류세린(柳世麟)
  - 아버지 : 류의(柳儀)
  - 어머니 : 교하 노씨 - 노첨(盧僉)의 딸
    - 형 : 류영길(柳永吉, 1540 ~ ?)
    - 남동생 : 유영하(柳永賀, 1553 ~ ?)
    - 누이 : 이유상(李由祥)의 처
    - 누이 : 류씨

  - 장인 : 황응규(黃應奎)
  - 장모 : 이여질박(李如叱薄, 1518 ~ ?)
    - 부인 : 황직개(黃直介, 1550 ~ ?)[3]
      - 장남 : 류열(柳恱, 1571 ~ ?)
      - 차남 : 류흔(柳忻, 1573 ~ ?)
      - 3남 : 류업(柳 忄+業, 1575 ~ 1612)
      - 4남 : 류제(柳悌, 1579 ~ ?)
      - 장녀 : 류여현(柳女賢, 1582 ~ ?)
      - 차녀 : 류여정(柳女正, 1585 ~ ?)
      - 5남 : 류선(柳愃, 1586 ~ ?)

## 류영경이 등장한 작품
- 회천문 (문화방송, 1986년, 배우:김호영)
- 서궁 (KBS2, 1995년, 배우:임혁)
- 천둥소리 (KBS2, 2000년, 배우:최병학)
- 왕의 여자 (서울방송, 2003년, 배우:정동환)
- 화정 (문화방송, 2015년, 배우:정상철)